# Света Марина (Ладарево)
Вижте пояснителната страница за други значения на Света Марина.
„Света Марина“ е възрожденска църква в светиврачкото село Ладарево, България, част от Неврокопската епархия на Българската православна църква. Обявена е за паметник на културата.

## История
Църквата е построена през 1864 година на километър южно от Ладарево и на километър източно от Ласкарево, като гробищен храм, обслужващ и двете села. В архитектурно отношение първоначално е вкопана каменна трикорабна псевдобазилика без прозорци и с женска църква на запад. В 1968 – 1969 година храмът е цялостно преустроен – стените са надстроени, а външният трем е превърнат в притвор.

## Архитектура
Цялата декоративна украса във вътрешността, без подиконните табла, е от 1884 – 1885 година, дело на Атанас Буовски- над южната врата отвътре има надпис: „Всичката живопись въвъ черквата „Св. Марина“, иконостаса съсъ голѣми и малки икони и сички други изображения и украшения по зидоветѣ, дирецитѣ и тавана, се извърши съсъ иждивение на г. Недѣлча Златковъ от с. Бождово вѣчна му память, покойня 1885 униіе 15 от рука Атанасова поп К. иконописец“. Иконата на Света Марина е датирана 1884 година, а тази на Света Богородица има надпис „ѿ руки Атанасова поп К = иконопісец 1884 октомвріе 5“. В притвора е била голямата сцена „Водене на болния при врачката“. Колоритът на изображенията е свеж и динамичен, лицата и ръцете са в топли и приятни тонове, а облеклата са хармонизирани. При голямото преустройство през 1968 – 1969 година са унищожени повечето стенописи, като оцелява единствено Богородица Ширшая небес в олтарната апсида.
Иконостасът е рисуван и частично резбован по царските двери, като венчилката е унищожена. Подиконите табла традиционно изобразяват сцени от Шестоднева и са дело на талантлив майстор, който предлага интересни линейно и колоритно решения. Иконите в храма – 7 царски и 17 малки на иконостаса, както и 7 целувателни – са с високи художествени качества.
В храма има и други ценни произведения на възрожденското изкуство – четири ковани свещника, сребърна утвар, сред която дискос от 1894 г., потир с лъжица и 3 кандила.